# كارل تسيغلر
كارل تسيغلر (بالألمانية: Karl Ziegler) هو كيميائي ألماني من مواليد 26 نوفمبر 1898 ووفيات 12 أغسطس 1973 .
حصل على الدكتوراه سنة 1923 وعيّن بوفسورا في جامعة فرانكفورت ومن ثم في جامعة هايدلبرغ .
في سنة 1943 أصبح مدير معهد ماكس بلانك لأبحاث الفحم كما عين أستاذا في الجامعة الراينية الفستفالية العليا بآخن .

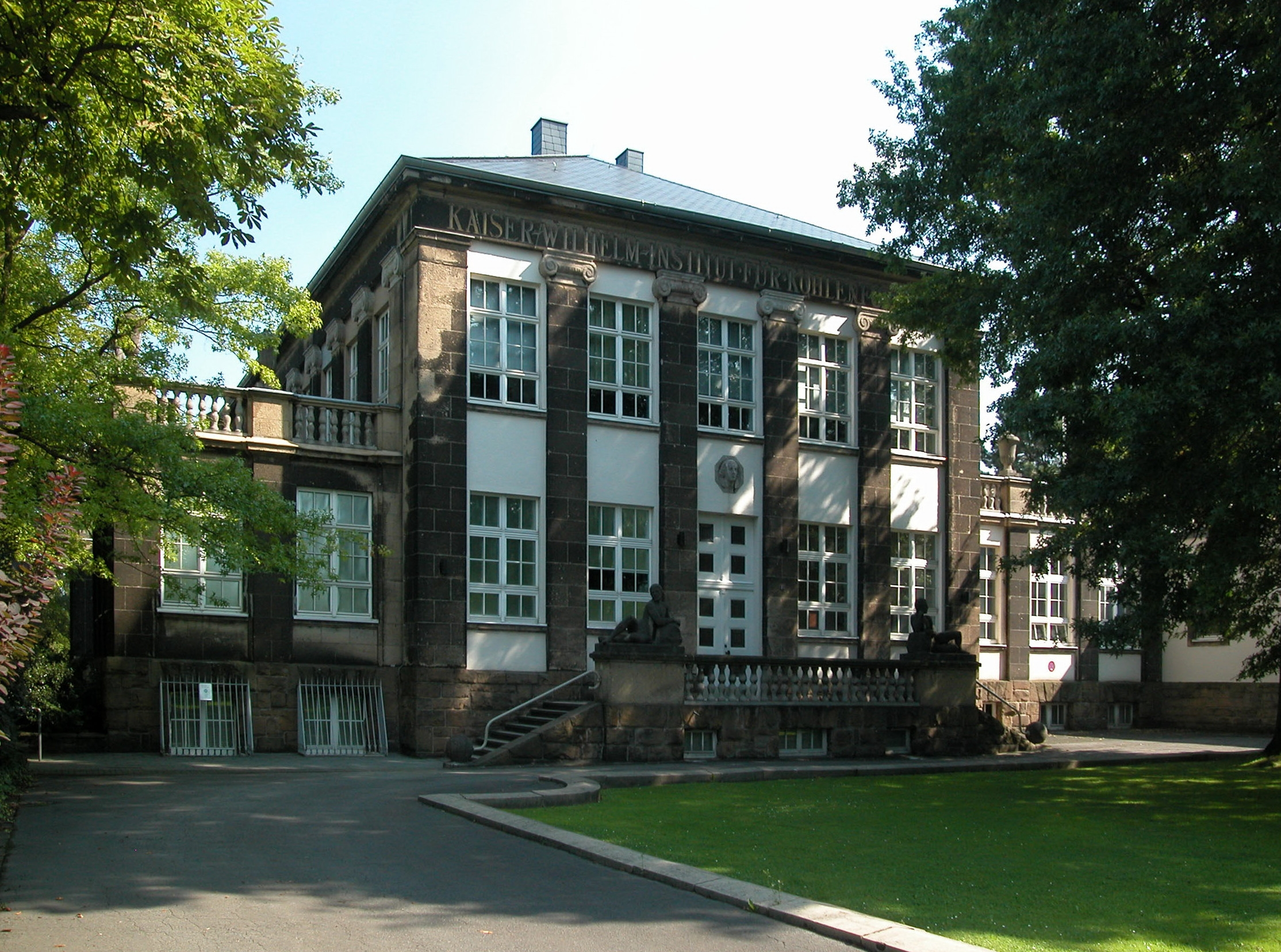
معهد ماكس بلانك لأبحاث الفحم.

تقاسم في سنة 1963 مع جيوليو ناتا جائزة نوبل في الكيمياء وذلك لعملهما على تطوير حفاز مهم في صناعة البوليمرات، أطلق اسمه على شرفهما حفاز تسيغلر-ناتا.

## روابط خارجية
- كارل تسيغلر على موقع الموسوعة البريطانية (الإنجليزية)
- كارل تسيغلر على موقع مونزينجر (الألمانية)
- كارل تسيغلر على موقع إن إن دي بي (الإنجليزية)